# رضا روحی
رضا روحی (زادهٔ ۱۵ مهر ۱۳۷۴، در اردبیل) عضو اسبق تیم ملی وزنه‌برداری ایران است.

## افتخارات
روحی به‌همراه تیم وزنه‌برداری خوزستان در دسته فوق سنگین، در مسابقات وزنه‌برداری قهرمانی بزرگسالان کشور، جام تدبیر موفق به کسب مدال طلا در دسته ۱۰۵+ کیلوگرم یک‌ضرب شد. تیم خوزستان نیز در این دوره مسابقات موفق به کسب مقام قهرمانی شد.

## مهاجرت
رضا روحی از جمله ورزشکاران ایرانی است که پس از سال‌ها حضور در رده‌های مختلف ملی تصمیم به ترک وطن گرفت. وی در سال ۱۴۰۱ به دلیل عدم حمایت کافی به انگلستان مهاجرت کرد. فدراسیون جهانی وزنه‌برداری برای مسابقات جام جهانی وزنه‌برداری ۲۰۲۳ با اعلام اسامی تیم پناهندگان، خبر از حضور رضا روحی و پریسا جهانفکریان در ترکیب تیم پناهندگان برای حضور در این مسابقات داد.